# Rosenhahnite
La rosenhahnite è un minerale.